# Economía creativa
La economía creativa, industria creativa o economía naranja es el sector de la economía que involucra la generación de ideas y conocimiento. El concepto abarca esencialmente la industria cultural (arte, entretenimiento, diseño, arquitectura, publicidad, gastronomía) y la economía del conocimiento (educación, investigación y desarrollo, alta tecnología, informática, telecomunicaciones, robótica, nanotecnología, industria aeroespacial).
En 2001 John Howkins, durante una entrevista concedida a la Organización Mundial de la Propiedad Intelectual (OMPI)[¿dónde?] dijo que la economía creativa “es una (…) en la que las ideas son los principales aportes y los principales resultados. (...) es una economía en la que la gente dedica la mayor parte de su tiempo a generar ideas. Es una economía o sociedad en la que la gente se preocupa y reflexiona sobre su capacidad de generar ideas, en la que no se limita a ir a la oficina de 9 a 5 para hacer un trabajo rutinario y repetitivo, como se lleva haciendo desde hace años, ya sea en el campo o en las fábricas. Es una economía en la que la gente, allá donde se encuentre, hablando con los amigos, tomando una copa, al despertarse a las cuatro de la mañana, piensa que puede tener una idea que funcione de verdad, y no sólo una idea por el mero placer esotérico, antes bien, el motor de su carrera, condición e identidad.[cita requerida]
Por ello se considera a Howkins el padre de la economía creativa y se puede decir que por “economía creativa” se entienden las operaciones que generan los productos creativos (resultantes). Cada operación puede comportar dos valores complementarios: el valor de la propiedad intelectual intangible y el valor de la plataforma física (de haberla). En algunos sectores, como el de los programas informáticos digitales, es mayor el valor de la propiedad intelectual. En otros, como las artes, el valor unitario del objeto físico es más elevado”.
La economía creativa posee características que la distinguen:
- Los productos se distinguen por sus cualidades únicas, y no solamente por su funcionalidad y precio.
- Posee una gran incertidumbre en cuanto a qué productos funcionarán y cuáles desean los clientes.
- El rápido progreso del conocimiento y la sociedad hacen que el factor tiempo sea crucial.
- Los trabajadores creativos valoran fuertemente el motivo y significado de su esfuerzo, más allá del crédito económico y social.
- La economía creativa exige un enfoque de trabajo multidisciplinario.

Para que una economía creativa disponga de trabajadores, requiere de un sistema de educación eficaz y de un contexto de diversidad cultural.

## Concepto
La economía creativa es una herramienta de desarrollo económico que se fundamenta en la generación de nuevas ideas. Estas potencian el desarrollo y el crecimiento económico, principalmente la generación de empleos, las exportaciones, la inclusión social y la diversidad cultural, entre otros.
Desde hace muchos años se han generado bienes económicos a partir de ideas innovadoras. Pero el término de economía creativa, es bastante reciente, ya que apenas en 2001 fue expuesto por el autor John Howkins en su libro La economía creativa: Transformar una idea en beneficios.
Se puede decir que la economía creativa tiene su origen en el término industrias creativas, que a su vez, se inspira en el proyecto Creative Nation, de Australia, de 1994. Entre otros elementos, éste defendía la importancia del trabajo creativo, su aporte para la economía del país y el papel de las tecnologías como aliadas de la política cultural, posibilitando la posterior inserción de sectores tecnológicos en el rol de las industrias creativas.
Según la Organización de las Naciones Unidas para la Educación, la Ciencia y la Cultura (UNESCO), las industrias culturales y creativas son aquellas que combinan la creación, la producción y la comercialización de contenidos creativos que sean intangibles y de naturaleza cultural. Estos contenidos están normalmente protegidos por el derecho de autor y pueden tomar la forma de un bien o servicio. Incluyen además toda producción artística o cultural, la arquitectura y la publicidad.
Para el Departamento de Cultura, Medios y Deportes del Reino Unido (DCMS) las industrias creativas son aquellas actividades que tienen su origen en la creatividad, la habilidad y el talento individual, y que tienen potencial de crear empleos y riqueza a través de la generación y la explotación de la propiedad intelectual.

## Características
Una de las características más importantes de la economía creativa, es el sustento de su desarrollo en la cultura, ya que crea una fusión entre la misma y la economía, explotando así los valores y principios que ambos tienen que ofrecer.
La economía creativa, abre un campo muy amplio de posibilidades; desde la creación de encuentros de los sectores tecnológicos con los objetivos de la economía creativa, así como la obtención de recursos, por medio de ideas y propuestas con productos creados a favor del consumidor.
Podemos encontrar como parte de la economía creativa, campos audiovisuales, artes visuales, sectores de diseño, así como grupos de edición y del espectáculo. Con esto dicho, logramos así describir cómo la principal característica de la economía creativa la multidisciplinariedad y la apreciación de un proceso de creación y la esencia detrás de cada pieza creada.
Tiene como objetivo romper con paradigmas del área y espacio laboral, con el fin de estar en la constante búsqueda de nuevas propuestas y posibles mejoras, tratando de hacer cada pieza única, con una mejora y funcionalidad en mente.

## Clasificación de los sectores
Para la UNESCO existen 6 distintos sectores en los que se desarrolla la economía Creativa. Estos se dividen en cuatro grupos principales:
- 1. Herencia cultural:
  - 1.1 Patrimonio natural y cultural: productos derivados y servicios de museos, paisajes culturales, sitios arqueológicos e históricos y gastronomía
- 2. Creatividad y medios:
  - 2.1 Artes visuales y artesanía: pintura, escultura, artesanía y fotografía.
  - 2.2 Libros y prensa: libros, periódicos, otros materiales impresos, ferias de libros y bibliotecas.
  - 2.3 Medios audiovisuales y creativos: filmes y videos, radio y televisión, podcasting, mainstreaming, juegos de video y animación.
  - 2.4 Presentaciones artísticas y celebraciones: artes escénicas, música, festivales, festividades y ferias.
- 3. Creaciones funcionales:
  - 3.1 Moda, diseño gráfico, diseño interior, paisajismo, servicios de arquitectura y publicidad.[6]
- 4. Conocimiento: Educación, Capacitación, investigación y desarrollo, alta tecnología, informática, telecomunicaciones, robótica, nanotecnología, industria aeroespacial).

## Perspectiva global
Una manera en la cual la creatividad se encuentra definida es aquel proceso que genera una idea después de ser generada y se transforma en conceptos de valor, es decir, el uso de ideas ya existentes para crear nuevas.
El valor que se les da en la actualidad a las ideas relacionadas con la economía creativa permite tener un panorama más amplio de comprensión a nivel global del crecimiento y difusión. De la mano se encuentran el comercio de bienes y servicios creativos, a nivel global podemos observar que han tenido un extraordinario desempeño en la última década. Según la UNCTAD, entre 2002 y 2011, las exportaciones de bienes y servicios creativos en el mundo crecieron 134%.
El comercio de servicios creativos crece 70% más rápido que el de bienes creativos, gracias al internet.

## Enfoque en América
La economía creativa o economía naranja en América juega un papel muy importante. Tan solo en América Latina este sector produce al menos 177,000 millones de dólares cada año  y en todo el continente americano esta cifra llega a los 1,932,000 millones, generando cerca de 23.3 millones de trabajos. El país que más contribuye a este número es Estados Unidos, donde se estima que estas industrias generaron 1,664,000 millones de dólares en 2013 (equivalente al 11.2% del PIB). En Canadá se estiman en 93,000 millones de dólares, de acuerdo a un reporte hecho por el Banco Interamericano de Desarrollo.
En el caso de Estados Unidos se puede atribuir a compañías como Walt Disney, Viacom y Time Warner, las cuales figuran en las compañías con mayores producciones audiovisuales en el mundo.
Varios países de América Latina ocupan diferentes elementos que caben dentro de la economía creativa para contribuir a su PIB. Como ejemplo están:
- México: En México las industrias creativas son la quinta industria clave, seguidas por la decoración y moda en sexto y séptimo y sobrepasadas por los sectores de agricultura, aeronáutica, automotriz y alimenticia. Los ingresos a este sector también incluyen a las industrias de telecomunicaciones, joyería, cine, turismo y cultura.[9] Los aportes al PIB son del 4.8%.[8]
- Argentina: Argentina hace uso de sus atractivos culturales como principal medio de producción en la economía creativa. A partir del Tercer Congreso Nacional de Cultura en 2010 se han tomado acciones para promover el sector cultural del país. Sus industrias que más contribuyen a este sector son el cine (con 46 películas hechos en Argentina durante el 2008) y el diseño textil.[9] Los aportes al PIB son del 3.2%.[8]
- Brasil: Desde el 2004 el país ha tratado de aprovechar su patrimonio cultural, pero estos esfuerzos no fueron materializados formalmente hasta el 2008 cuando se creó la Coordinación General para la Economía de la Cultura, encargada de crear programas y políticas para el provecho de estos recursos.[9]  A pesar de esto, Brasil ya contaba con medios de producción relacionados con la economía creativa. El ejemplo más conocido sería el gran generador de recursos qué es el festival de Río de Janeiro, al cual en 2012 asistieron cerca de 850,000 personas, dejando una ganancia de 628 millones de dólares.[10] Los aportes al PIB son del 1.8%.[8]
- Colombia: según las cifras oficiales de la ONU, Colombia pasó de exportar US$921 millones productos o servicios relacionados con la Economía Naranja para el año 2003 a US$1.824 millones en 2012, ha tenido un crecimiento acelerado que ha traído grandes beneficios a Colombia, que aparte de ingresos monetarios les ha dado un reconocimiento internacional por su cultura[11]

## Ejemplos
Walt Disney, ViacomCBS, WarnerMedia, Sony, Vivendi, Comcast, DirecTV, Bertelsmann, y Liberty Media son las compañías que generan más ganancias por venta de audiovisuales.
En el sector de libros y prensa, está como ejemplo Pearson Educación, es la editorial más grande del mundo. En el 2015 sus ingresos fueron $6,625 millones de dólares.
El turismo es una actividad importante para el sector de artes visuales y artesanía. En Italia la artesanía es una actividad importante para su economía, 24% de las empresas son artesanales. Esto es 17% del PIB del país.
Colombia recibe anualmente aproximadamente 650,000 turistas los cuales generan ingresos con el valor de 800 millones de dólares. 2000 tiendas pertenecen a la tienda de artesanías.